# Victor R. Baker
Victor Richard Baker (* 19. Februar 1945 in Waterbury, Connecticut) ist ein US-amerikanischer Geologe.

## Leben und Werk
Baker besuchte bis 1963 die amerikanische High School in Heidelberg. Sein Studium der Geologie am Rensselaer Polytechnic Institute in Troy schloss er 1967 mit einem Bachelor in Science ab. Er setzte das Studium an der University of Colorado fort, wo er 1971 im Fach Geologie promoviert wurde. Nach Forschungsstudien an der University of Texas in Austin, wo er ab 1976 die Stelle eines Associate Professors bekleidete, folgte 1979 ein Auslandsaufenthalt an der Australian National University. 
Im Jahr 1981 erhielt er einen Ruf an die University of Arizona, wo er in den folgenden  Jahren verschiedene akademische Positionen bekleidete, ergänzt durch Gastprofessuren an der Hebrew University of Jerusalem und eine außerordentliche Professur an der Anna University in Madras. 
Seine Forschungsschwerpunkte liegen auf dem Gebiet der Paleohydrologie und prähistorischen Flut- und Hochwasserereignissen wie der Missoula-Fluten sowie der planetarischen Geomorphologie. Bis zum Jahr 2014 hatte Baker als Autor und Co-Autor über 390 wissenschaftliche Artikel sowie 16 Bücher veröffentlicht. 
Baker erhielt zahlreiche Auszeichnungen, etwa den Distinguished Career Award der American Geological Society und den David Linton Award der britischen Gesellschaft für Geomorphologie, und bekleidete zahlreiche Ehrenämter. 1998 war er Präsident der Geological Society of America. 1989 wurde er zum Fellow der American Association for the Advancement of Science gewählt. Er ist auswärtiges Mitglied der Polnischen Akademie der Wissenschaften.
Baker ist verheiratet mit Pauline M. Baker. Das Paar hat zwei Kinder.

## Werke
- Devon M. Burr, Paul A. Carling, Victor R. Baker: Megaflooding on Earth and Mars, Cambridge University Press, 2009, ISBN 978-0-521-86852-5.

## Ausgewählte Veröffentlichungen
- Victor R. Baker: Paleoflood hydrology and extraordinary flood events. In: Journal of Hydrology. 96, 1987, S. 79, doi:10.1016/0022-1694(87)90145-4.
- Victor R. Baker: Water and the martian landscape. In: Nature. 412, S. 228–236, doi:10.1038/35084172.